# Drosera binata
Drosera binata es una drosera de tamaño grande, perenne,  nativa de Australia y Nueva Zelanda. 
Es la única especie de Drosera subgénero Phycopsis.

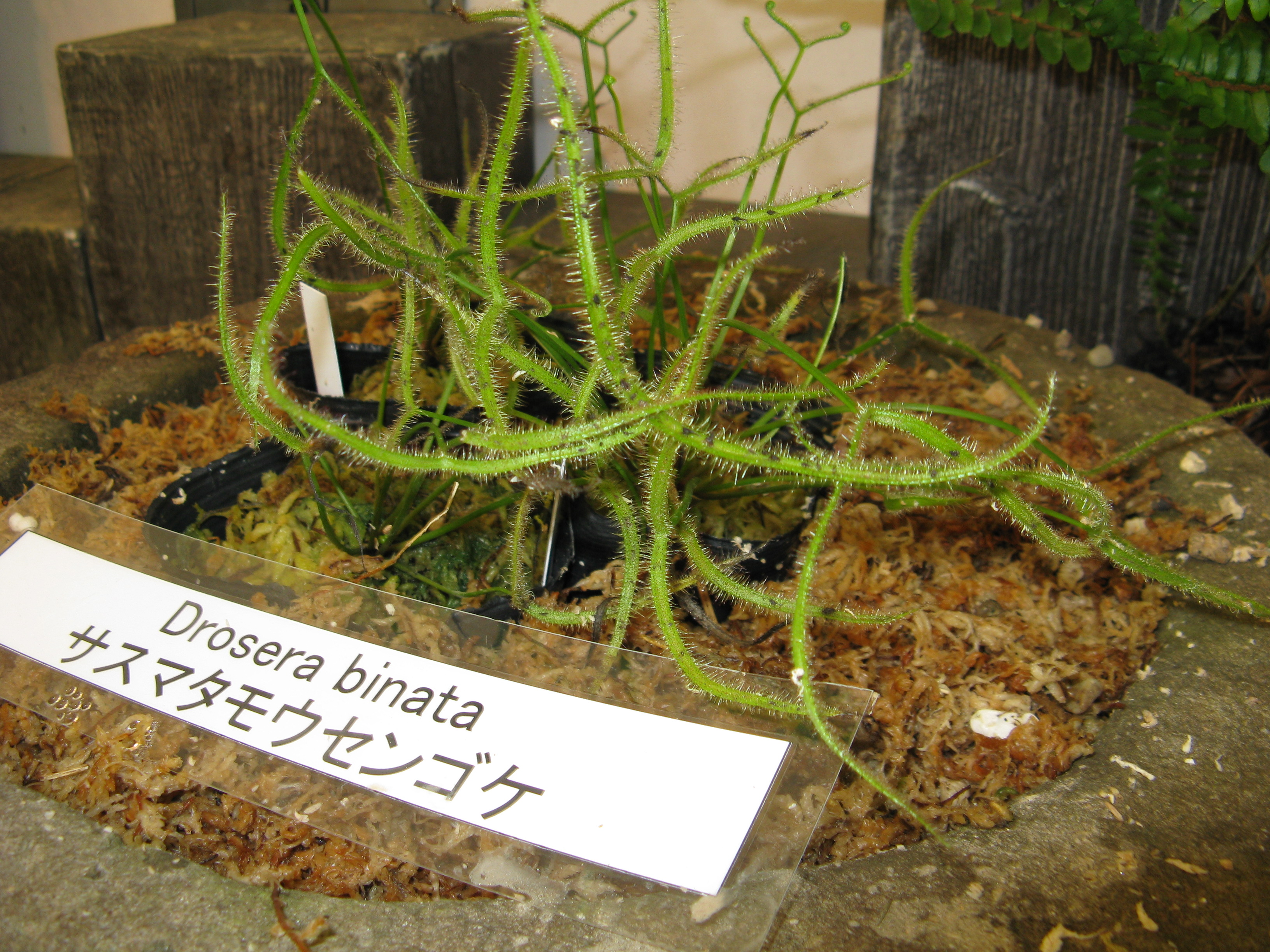
Detalle de la planta

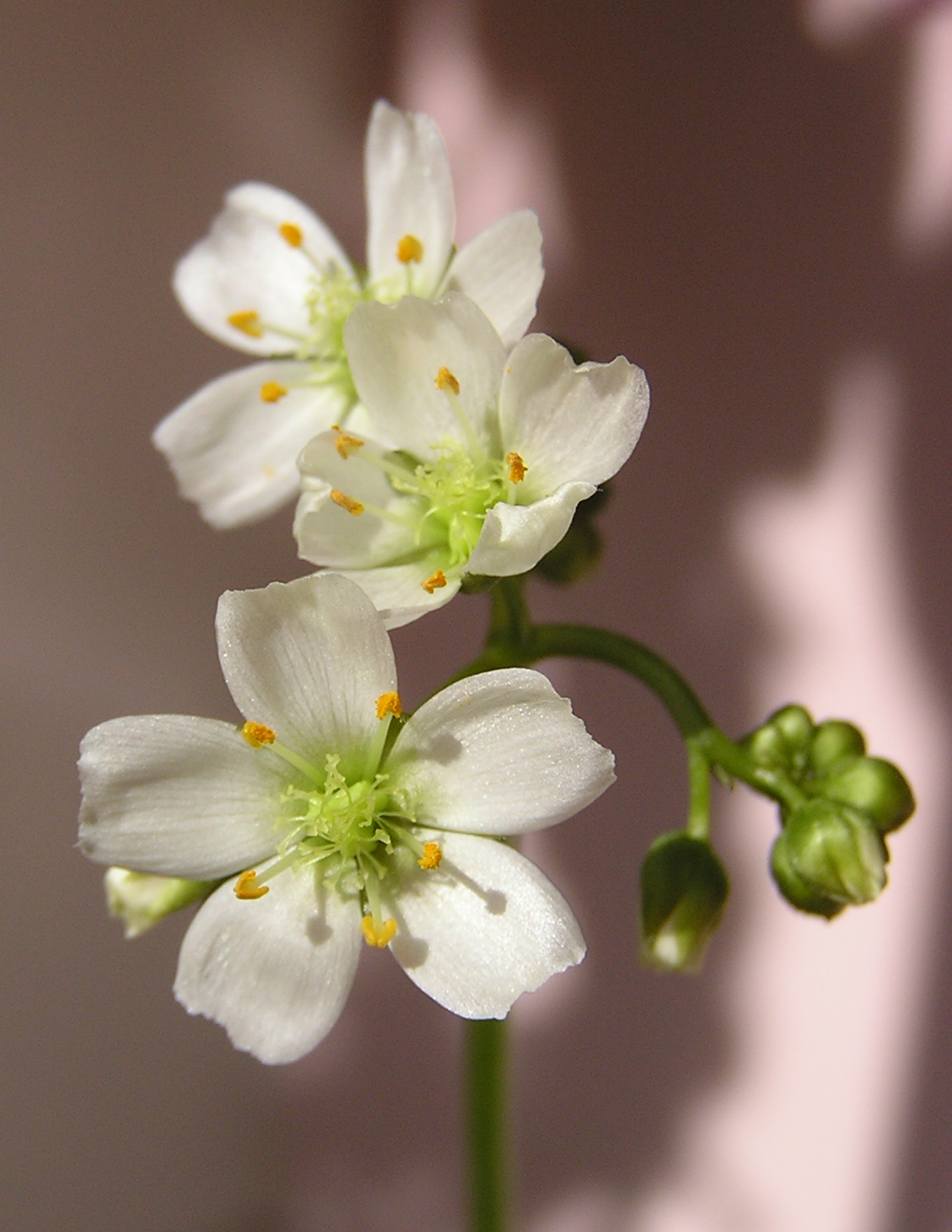
Flores

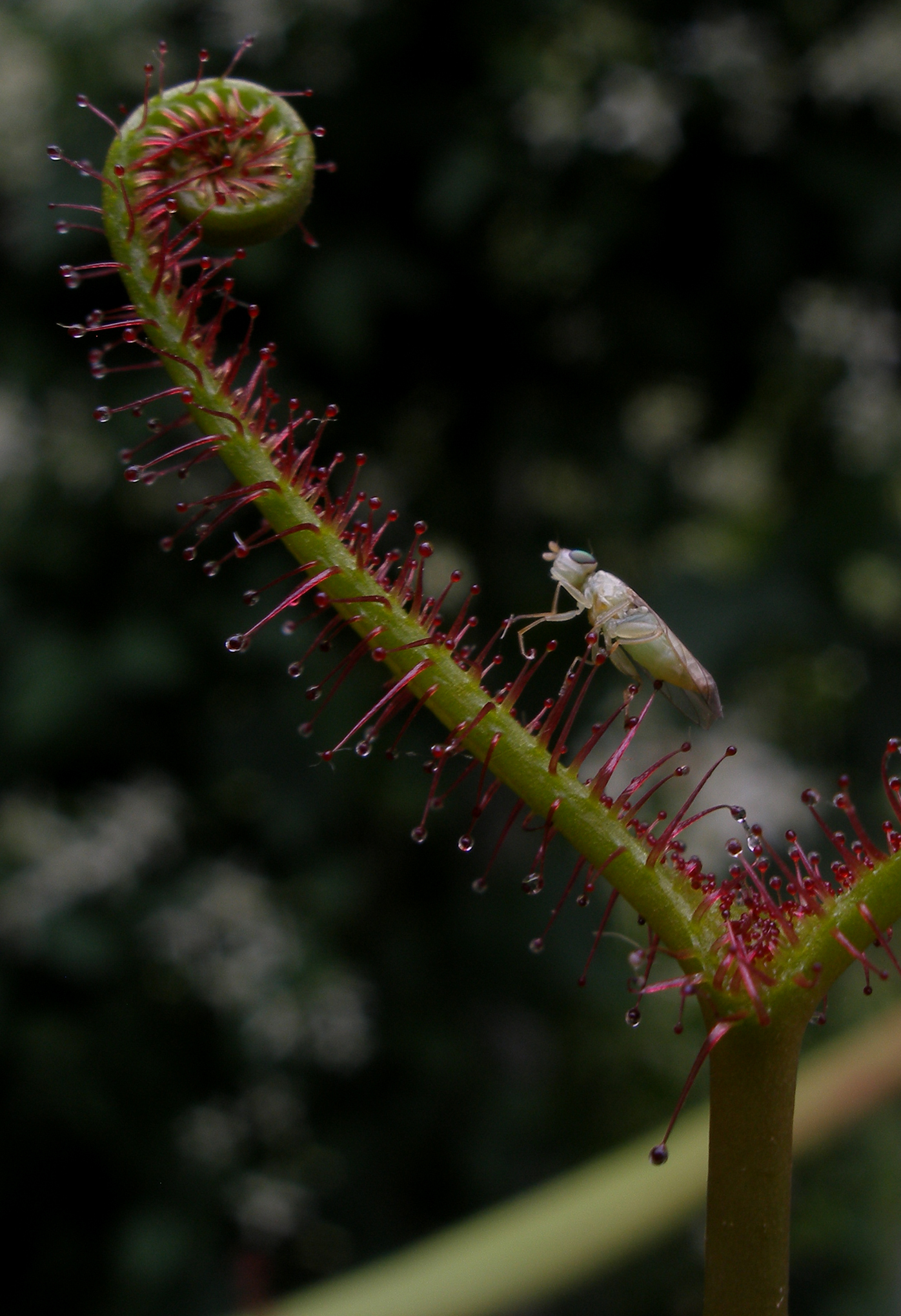
Drosera binata con su presa

## Distribución y hábitat
Esta especie se encuentra en forma natural en Australia, principalmente en las zonas costeras de la isla Fraser en Queensland, al sur a través de Nueva Gales del Sur y Victoria hasta Tasmania y el sur de Australia del Sur. El rango de esta especie se extiende a Nueva Zelanda, donde es común que por debajo de 1000 metros, encontrándose tanto en la Isla Norte y en la Isla Sur, la Isla Stewart y más lejos en la Islas Chatham. D. binata es única entre los droseras en tener ramificación con las hojas estrechas. Algunas poblaciones se encuentran latentes en el invierno, mientras que otras son verdaderamente tropicales.

## Taxonomía
Las plantas similares al espécimen tipo, se recogieron por primera vez en 1792 por la exploración francesa de la costa del sur de Australia , dirigida por Bruni d'Entrecasteaux. El naturalista a bordo de la expedición, Jacques Labillardière, describió por primera vez D. binata en 1804 en su publicación sobre la Flora de Australia, en Novae Hollandiae Plantarum Specimen. La forma de T, llamada así por la bifurcación de la hoja que se convierte en una forma de T, es una planta robusta de las zonas templadas que puede crecer hasta 30 cm de altura y tiene un follaje verde que se torna más rojo con la edad. Esta especie ha sido descrita como genéticamente estable.
La segunda forma observada, comúnmente conocida como var. dichotoma, es similar a la  anterior, pero el follaje es más amarillo y la hoja normalmente se divide en cuatro puntos terminales, aunque se ha conocido que puede producir hasta ocho puntos terminales en la hoja. Fue la primera válida que se describe en 1819 en un volumen de Rees's Cyclopædia de James Edward Smith como D. dichotoma, basado en la descripción de Joseph Banks y Daniel Solander. Este nombre, sin embargo, se ha reducido a sinonimia de D. binata.  Esta forma morfológica se publicó por primera vez como " var. dichotoma" por  J. A. Mazrimas en un volumen de 1976 del Carnivorous Plant Newsletter, pero la publicación de ese nombre no era válida bajo las reglas del Código Internacional de Nomenclatura Botánica. A pesar de que el nombre no es válido, es aún ampliamente utilizado en el cultivo para referirse a esta forma de  D. binata. Esta fue una de muchas plantas utilizadas por Charles Darwin en su investigación de plantas carnívoras en su libro de 1875 Insectivorous Plants.
Una tercera forma descrita, a menudo llamado D. binata f. multifida, incluso con más divisiones de la hoja, que se bifurca en varias ocasiones para producir de ocho a 16 o incluso 30 puntos terminales en la hoja. Esto también fue publicado por J.A.Mazrimas en el mismo volumen del 1976 de Carnivorous Plant Newsletter como var. multifida, refiriéndose a la descripción de uno de 27 puntos de D. binata encontrado por George Ashley y publicado en un volumen de 1975 del Carnivorous Plant Newsletter. Ninguno de estos nombres fueron publicados de forma válida, pero de nuevo se mantienen en uso entre los productores de la planta carnívora. Una última forma, conocida por la producción de hasta 40 puntos terminales de la hoja, es con frecuencia llamado f. extrema, otro nombre que nunca ha sido válidamente publicado, pero sigue estando en uso.
Etimología
Drosera: tanto su nombre científico –derivado del griego δρόσος [drosos]: "rocío, gotas de rocío"– como el nombre vulgar –rocío del sol, que deriva del latín ros solis: "rocío del sol"– hacen referencia a las brillantes gotas de mucílago que aparecen en el extremo de cada hoja, y que recuerdan al rocío de la mañana.
binata: epíteto específico latino que significa "dos pares" - una referencia a las hojas, que se dividen dicotómicamente o que son bifurcadas.
Sinonimia
- Dismophyla binata (Labill.) Raf.
- Drosera cunninghamii Walp.
- Drosera dichotoma Banks & Sol. ex Sm.
- Drosera flagellifera Colenso
- Drosera pedata Pers.
- Drosera billardiera Tratt. ex Steud., Nomencl. Bot., ed. 2, 1: 531 (1840), nom. inval.
- Drosera intermedia R.Cunn. ex A.Cunn., Ann. Nat. Hist. 4: 210 (1840), nom. illeg.[9]

## Cultivos
Dos cultivares de D. binata han sido nombrados . Drosera 'Giant'  es una forma particularmente importante de la var. dichotoma , fue publicado por Peter D'Amato en 1998 y registrada en 1999. Otro, Drosera " Marston Dragon" , fue publicado por Adrian Slack en 1986 y registrada en 2001.